# Parque regional Briones

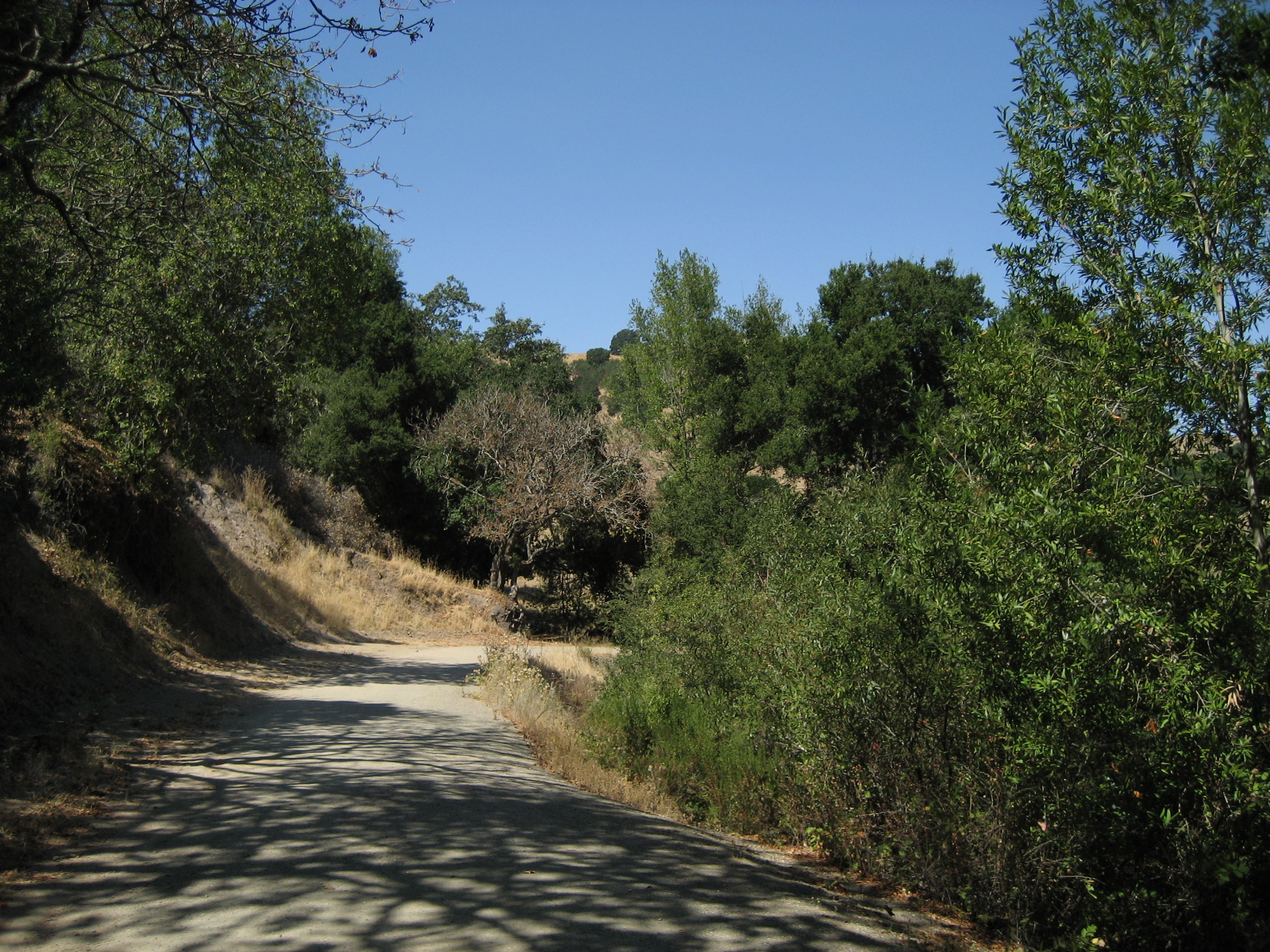
La vista desde el sendero Old Briones en el Parque Regional de Briones. En la Categoría:Distrito de Parques Regionales de East Bay, Área de la Bahía de San Francisco. Condado de Contra Costa, California.

Parque Regional Briones es un parque de 6.117 acres, mantenido y operado por el Distrito de Parques Regionales del Este de la Bahía en el estado estadounidense de California. El parque se encuentra en las colinas en el Condado Contra Costa, cerca de Lafayette, Orinda, Pleasant Hill, y Martinez.
Cumbre Briones es el punto más alto en el parque, con una elevación de 1.480 pies.